# Fuxing (socken i Kina, Inre Mongoliet, lat 41,06, long 112,25)
Fuxing (kinesiska: 复兴, 复兴乡) är en socken i Kina. Den ligger i den autonoma regionen Inre Mongoliet, i den norra delen av landet, omkring 57 kilometer nordost om regionhuvudstaden Hohhot.
Genomsnittlig årsnederbörd är 562 millimeter. Den regnigaste månaden är juli, med i genomsnitt 155 mm nederbörd, och den torraste är januari, med 3 mm nederbörd.